# Noyers-sur-Cher
Noyers-sur-Cher [nwaje syʁ ʃɛʁ] ist eine französische Gemeinde mit 2.654 Einwohnern (Stand: 1. Januar 2022) im Département Loir-et-Cher in der Region Centre-Val de Loire. Sie gehört zum Arrondissement Romorantin-Lanthenay und zum Kanton Saint-Aignan. Die Einwohner werden Nucériens genannt.

## Geographie
Noyers-sur-Cher liegt am Fluss Cher. Umgeben wird Noyers-sur-Cher von den Nachbargemeinden Saint-Romain-sur-Cher im Norden, Châtillon-sur-Cher im Osten, Couffy im Süden und Südosten, Seigy im Süden und Südwesten, Saint-Aignan im Westen und Südwesten sowie Mareuil-sur-Cher im Nordwesten. 

## Bevölkerungsentwicklung
| Jahr      | 1962 | 1968 | 1975 | 1982 | 1990 | 1999 | 2006 | 2018 |
| Einwohner | 1969 | 2089 | 2261 | 2600 | 2603 | 2602 | 2818 | 2725 |

## Sehenswürdigkeiten
- Menhir von Grandmont
- Kirche Saint-Sylvain
- Kapelle Saint-Lazare aus dem 12. Jahrhundert

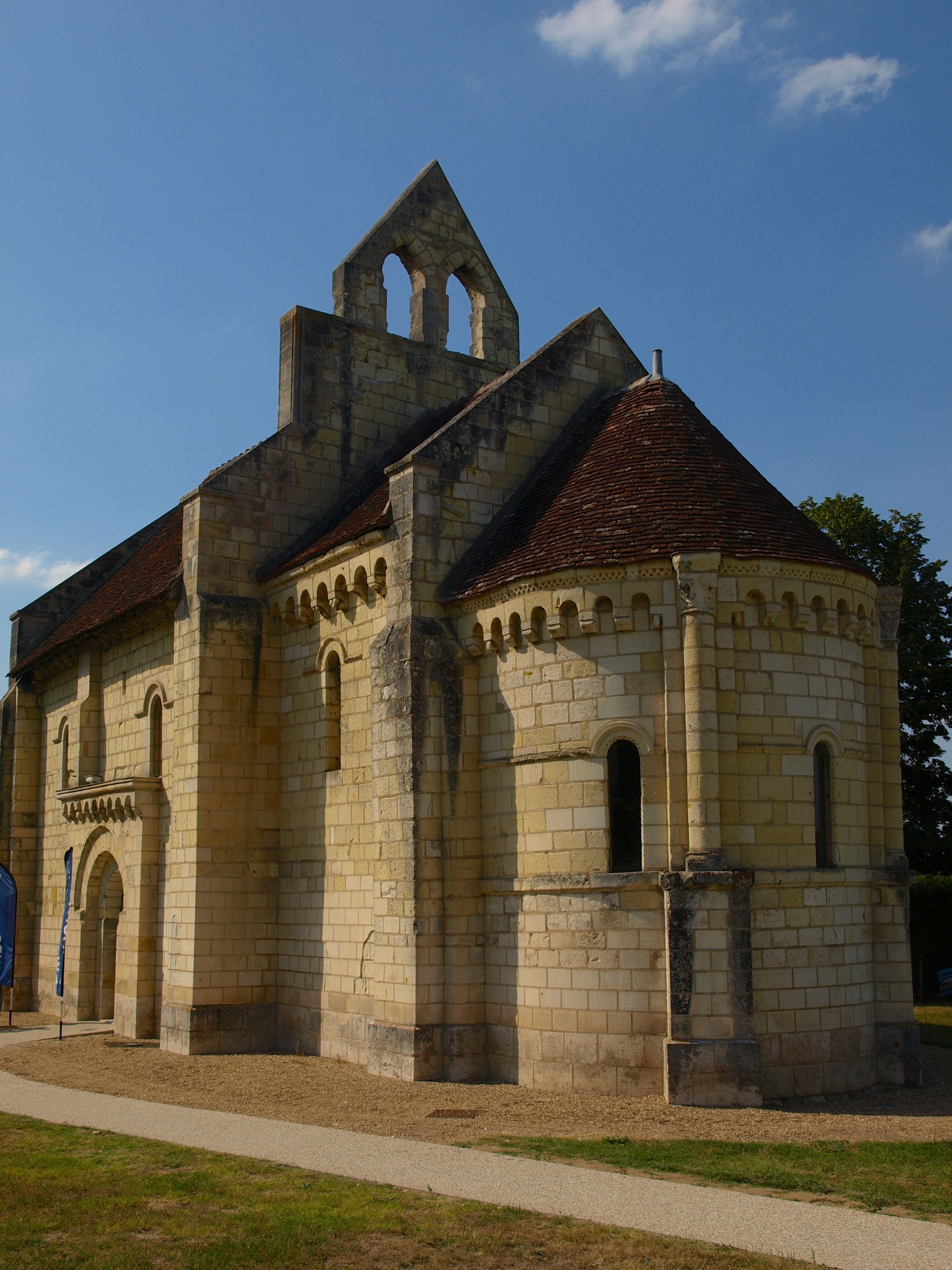
Kapelle Saint-Lazare

- Windmühle
- Kanalanleger am Canal de Berry

## Persönlichkeit
- François Auguste Logerot (1825–1913), Militär und Politiker